# Ville di Fano
Il paese di Ville di Fano è una frazione del Comune di Montereale (AQ). Parte del suo territorio ricade nel Parco Nazionale del Gran Sasso e Monti della Laga, costituendone di fatto una delle porte di accesso nella sua parte nord-occidentale 
Affettuosamente chiamato dai suoi abitanti "Lu Paese", Ville di Fano è diviso in sei località:
- Lonaro;
- Piedicolle;
- La Villa;
- Corcioni;
- Cauccio;
- Capofano.

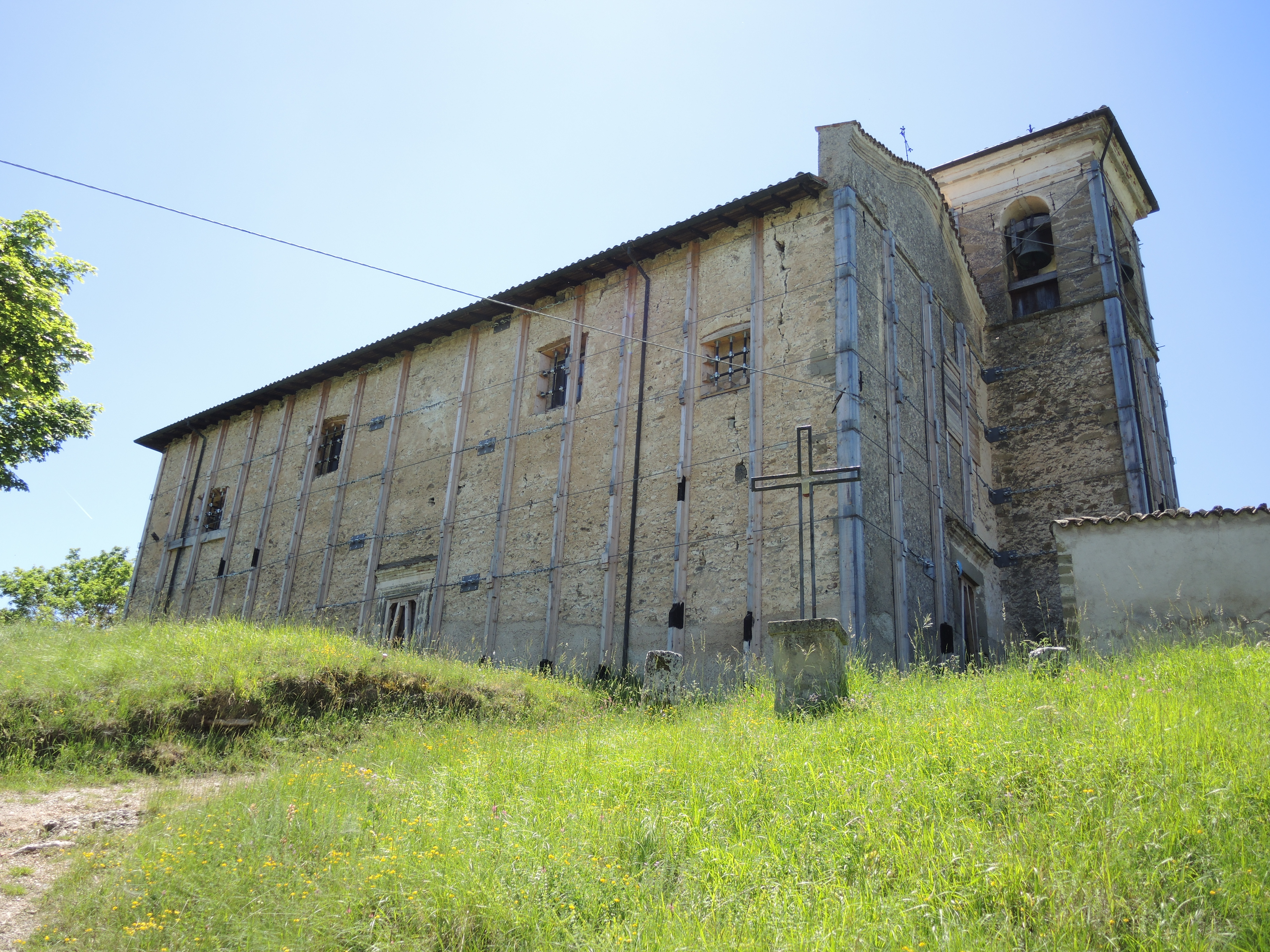
Chiesa di San Lorenzo, nella località omonima

Lo spirito di appartenenza alla propria frazione è molto sentito e ricorda quello delle contrade della città di Siena.
Sovrastato da una statua raffigurante il Redentore, posta su di un monte a protezione del paese, Ville di Fano ha diverse chiese:
- San Lorenzo dedicata al Santo patrono;
- Santa Maria delle nevi a Lonaro;
- Santa Lucia a La Villa;
- Sant'Antonio a Corcioni.

In occasione della festa patronale che ricorre il 10 agosto il piccolo paese torna a riempirsi e tutti si ritrovano a festeggiare il loro Santo con giochi popolari e balli.
Il paese si trova lungo la Strada Regionale 471 ed è rinomato per la produzione del farro, l'antico cereale, usato dai romani e dagli etruschi, al quale è dedicata una sagra che si svolge annualmente il 12 e il 13 agosto.
Le attività sociali e di intrattenimento sono gestite dalla Pro Loco che nel 2006, con l'apertura di un nuovo bar, ha tentato di attirare il maggior numero di visitatori.